# 글리코겐체
글리코겐체(glycogen body, 글리코겐 바디)는 새의 척추에 있는 타원형의 구조로 특화된 세포로 만들어져 다량의 글리코겐을 담고 있다. 이 구조의 기능은 알려져 있지 않지만, 동물에서 볼 수 있는 일반적인 글리코겐의 기능인 에너지를 저장하는 것과는 관련이 없는 것으로 보인다. 글리코겐체는 일부 공룡에게도 존재했을 수 있으며 스테고사우루스와 같은 공룡의 "두 번째 뇌"로 생각되었던 구조가 이 글리코겐체였을 가능성이 있다.